# Eopenthes obscurus
Eopenthes obscurus är en skalbaggsart som beskrevs av Sharp 1985. Eopenthes obscurus ingår i släktet Eopenthes och familjen knäppare. Inga underarter finns listade i Catalogue of Life.